# 吳廷奈

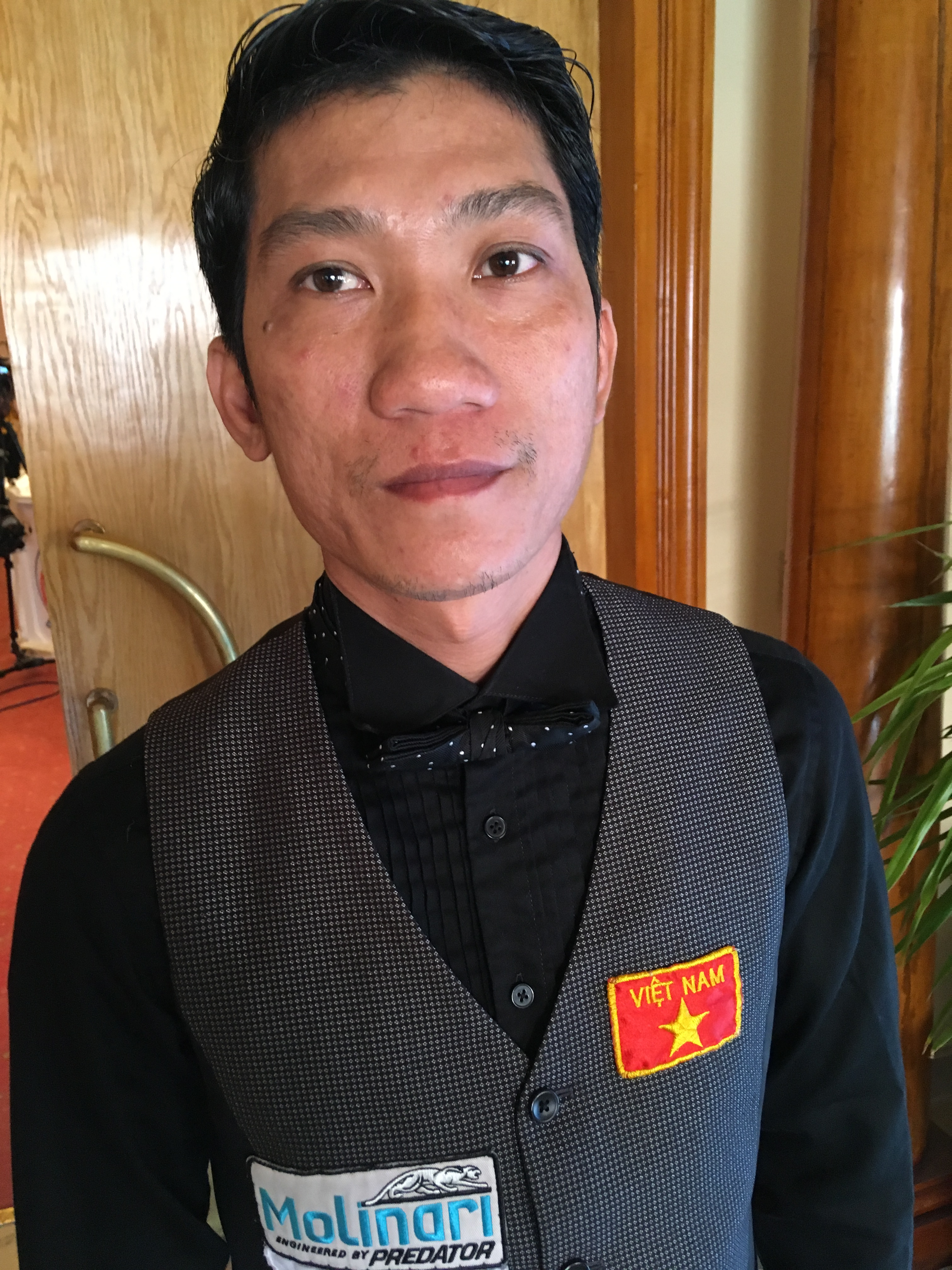
吳廷奈

吳廷奈（越南語：Ngô Đình Nại，1981年8月27日—），是越南的一名開侖撞球選手，出生於胡志明市。
吳廷奈在20歲才開始接觸撞球。然而，他非凡的才華很快使他獲得了成功。他在一顆星比賽取得了第一次優勢。2008年，他第一次贏得越南三顆星錦標賽冠軍。他被選入越南國家隊並成為“1號球員”。經過幾年的不順利，他終於在2012年贏得全國和亞洲冠軍。在2016年ACBS開侖錦標賽上，他阿拉伯聯合大公國的富吉拉獲得一顆星與三顆星兩個項目的金牌。在2013年三顆星世界盃韓國九里市站賽事，他贏得了銅牌，然後於2018年5月在胡志明市的主場觀眾面前獲得銀牌。他以單桿18分創造了錦標賽紀錄和個人紀錄。在2018年4月亞洲錦標賽的開侖撞球賽中，他贏得一顆星的金牌。在決賽中，他以100:83擊敗了他的同胞Mã Minh Cẩm。同月，他在土耳其安塔利亞舉行的世界盃進入四分之一決賽。